# Chipaya
Chipaya ist eine Ortschaft im Departamento Oruro im Hochland des südamerikanischen Anden-Staates Bolivien.

## Lage im Nahraum
Chipaya ist zentraler Ort des Municipios Chipaya in der Provinz Sabaya auf dem bolivianischen Altiplano. Chipaya liegt auf einer Höhe von 3675 m über dem Meeresspiegel im Mündungsdelta des Río Lauca am nördlichen Rand des Salzsees Salar de Coipasa.

## Geographie
Das Klima in der Region ist semiarid und ein typisches Tageszeitenklima, bei dem die mittleren Temperaturschwankungen im Tagesverlauf deutlicher ausfallen als im Ablauf der Jahreszeiten.
Die Jahresdurchschnittstemperatur liegt bei knapp 7 °C ohne wesentliche Schwankungen im Jahresverlauf, aber mit starken Tagesschwankungen der Temperatur und häufigem Frostwechsel. Der Jahresniederschlag liegt bei nur 200 mm (siehe Klimadiagramm Sabaya). Von April bis November herrscht Trockenzeit mit Monatswerten von weniger als 10 mm Niederschlag, die Feuchtezeit im Sommer ist kurz und der Regen wenig ergiebig.
Die Vegetation in der Region entspricht der semiariden Puna. Sie ist baumlos und setzt sich vor allem aus Dornsträuchern, Gräsern, Sukkulenten und Polsterpflanzen zusammen. Sie wird wirtschaftlich als Lama-, Alpaka- und Schafweide genutzt.

## Verkehrsnetz
Chipaya liegt in einer Entfernung von 202 Straßenkilometern südwestlich von Oruro, der Hauptstadt des Departamentos.
Von Oruro aus führt die unbefestigte Nationalstraße Ruta 12 über Toledo, Ancaravi und Huachacalla nach Esmeralda und weiter über Sabaya nach Pisiga an der chilenischen Grenze und nach Colchane in Chile. Zwei Kilometer südlich von Esmeralda zweigt eine unbefestigte Landstraße in südöstlicher Richtung von der Ruta 12 ab und erreicht über die Ortschaft Charcollo nach 32 Kilometern Chipaya.

## Bevölkerung
Die Einwohnerzahl von Chipaya ist in den vergangenen beiden Jahrzehnten auf fast das Doppelte angestiegen:
| Jahr | Einwohner | Quelle       |
| ---- | --------- | ------------ |
| 1992 | 444       | Volkszählung |
| 2001 | 363       | Volkszählung |
| 2012 | 827       | Volkszählung |
| 2024 |           | Volkszählung |

Die Einwohnerzahl des Municipio Chipaya hat zwischen 2001 und 2010 von 1814 Einwohnern auf 2849 Einwohner zugenommen. Vorherrschende Umgangssprache ist Chipaya, daneben beherrschen die meisten Bewohner Spanisch, viele als Zweit- bzw. Drittsprache auch Aymara.